# Codex Aureus de Cantorbéry
Le Codex Aureus dit de Cantorbéry dit aussi de Stockholm est un manuscrit enluminé contenant les évangiles, réalisé sans doute à Cantorbéry en Angleterre au milieu du VIIIe siècle. Il est actuellement conservé à la Bibliothèque royale de Suède. 

## Historique
Ce manuscrit provient peut-être du scriptorium de Cantorbéry au milieu du VIIIe siècle. Vu les richesses de ses décorations, il a peut-être été l'objet d'une commande royale, peut-être celle de Æthelbald de Mercie, qui règne sur le Kent à l'époque. C'est lui qui a nommé l'archevêque Cuthbert de Cantorbéry et il a été bienfaiteur de la cathédrale Christchurch de Cantorbéry. Or, le manuscrit a sans doute été conçu pour la cathédrale. À la suite d'un raid normand vers 800, le manuscrit est volé, puis racheté au IXe siècle par le roi Alfred le Grand et redonné à la cathédrale. Il est de nouveau perdu par la suite. Sa trace est retrouvée au XVIIe siècle en Espagne : il est la propriété de Catalina de Haro, marquise de Heliche dans la seconde moitié de ce siècle. Un antiquaire suédois, Jean-Gabriel Sparwenfeldt (1655-1727), le lui rachète en 1690 pour le donner en 1706 à la bibliothèque royale de Suède où il est toujours conservé,.

## Description
Le manuscrit, décoré de pourpre et d'or, comme son nom l'indique, contient 8 pages de canons de concordances, deux portraits des évangélistes (2 ont disparu), et 7 lettrines ornées. Ses décorations mélangent à la fois les influences insulaires comme les initiales Chi-Rhô et les influences continentales.

### La décoration des pages de texte
Un folio sur deux est décoré de la couleur pourpre. Cette couleur constitue un symbole impérial, depuis l'antiquité. Cette technique de décoration des pages qui consiste à tremper les feuilles de parchemin dans la teinture pourpre, remonte aux manuscrits byzantins grecs du VIIe siècle. 
Les pages sont décorées par ailleurs de motifs géométriques ou emblématiques parcourant et traversant le texte, mettant en valeur certains mots dévoilant des messages transversaux. Ces motifs rappellent les carmina figurata de Publilius Optatianus Porfirius, des poèmes que le poète latin a offert à son protecteur, l'empereur Constantin Ier. Dans une lettre de l'évêque Milret de Worchester à Lull, archevêque de Mayence, il est indiqué qu'une copie de ces poèmes a été prêtée à l'archevêque Cuthbert de Cantorbéry, mort en 758. Les enlumineurs de ce manuscrit ont donc été sans doute en contact avec ces poèmes dans les années 750. 

### Les canons de concordances
Le manuscrit conserve 8 pages de canons de concordances sur les douze habituellement présentes dans la Vulgate. Les mains de deux artistes sont distinguées : un artiste A pour les folios 5 et 8 et l'artiste B pour les folios 6 et 7. Le peintre A est rapproché en général de l'artiste du Psautier Vespasien, Carl Nordenfalk y voyant un seul et même artiste. 
Sur les canons du folio 6 verso, sont décorés de médaillons. Un grand médaillon tout en haut au centre est inspiré des motifs des fibules discoïdes fabriquées dans le Kent au VIe et VIIe siècles. D'autres médaillons représentent des saints anonymes dont Cantorbéry devait sans doute conserver les reliques. 

### Les portraits d'évangélistes
Seuls deux portraits d'évangélistes sur quatre sont conservés : celui de saint Matthieu et de saint Jean. Ces portraits sont directement inspirés du fragment d'évangéliaire du Corpus Christi College (Cambridge) arrivé en Angleterre depuis l'Italie avec la mission grégorienne. Cette influence italo-byzantine se remarque dans le réalisme des figures d'évangélistes, notamment dans le rendu des trois dimensions, bien plus marqué ici que chez les évangélistes des autres manuscrits insulaires. Le portrait de saint Matthieu est sans doute l'œuvre du peintre A. Le portrait de saint Jean est quant à lui attribué au peintre B.

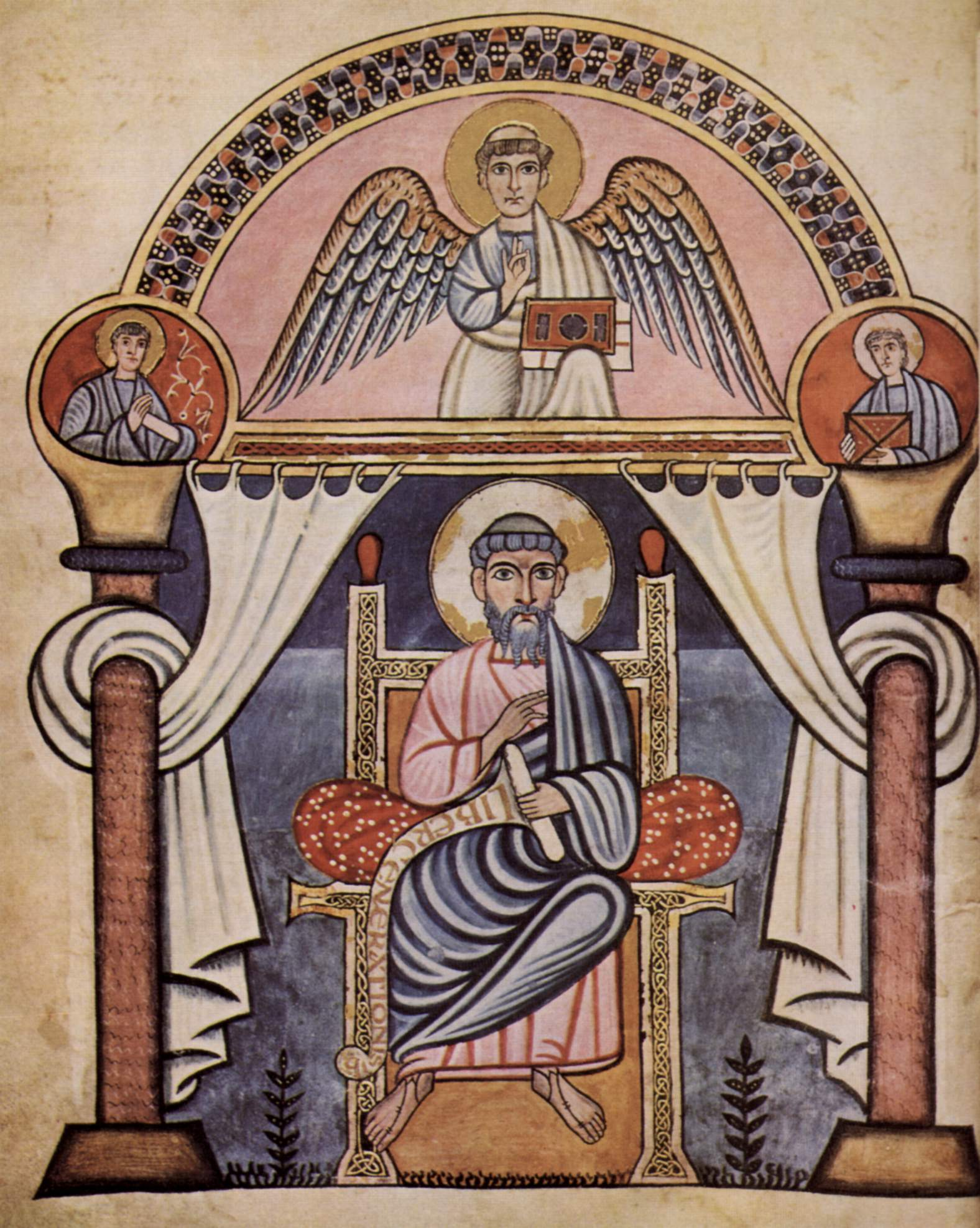
Portrait de saint Matthieu, f.9v
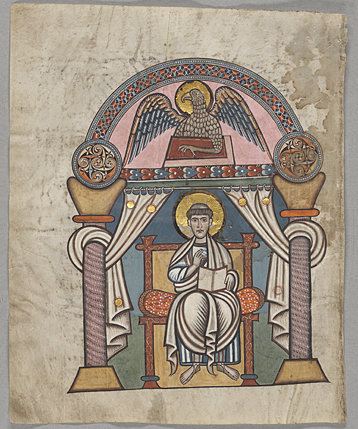
Portrait de saint Jean, f.150v